# Вила Колемандина
Вила Колемандина (на италиански: Villa Collemandina) е село и община в Италия, в региона Тоскана, провинция Лука. Общината се намира в планинния район, наречен Гарфаняна, на северната част на провинцията. Населението е около 1500 души (2007).